# 168-я стрелковая дивизия

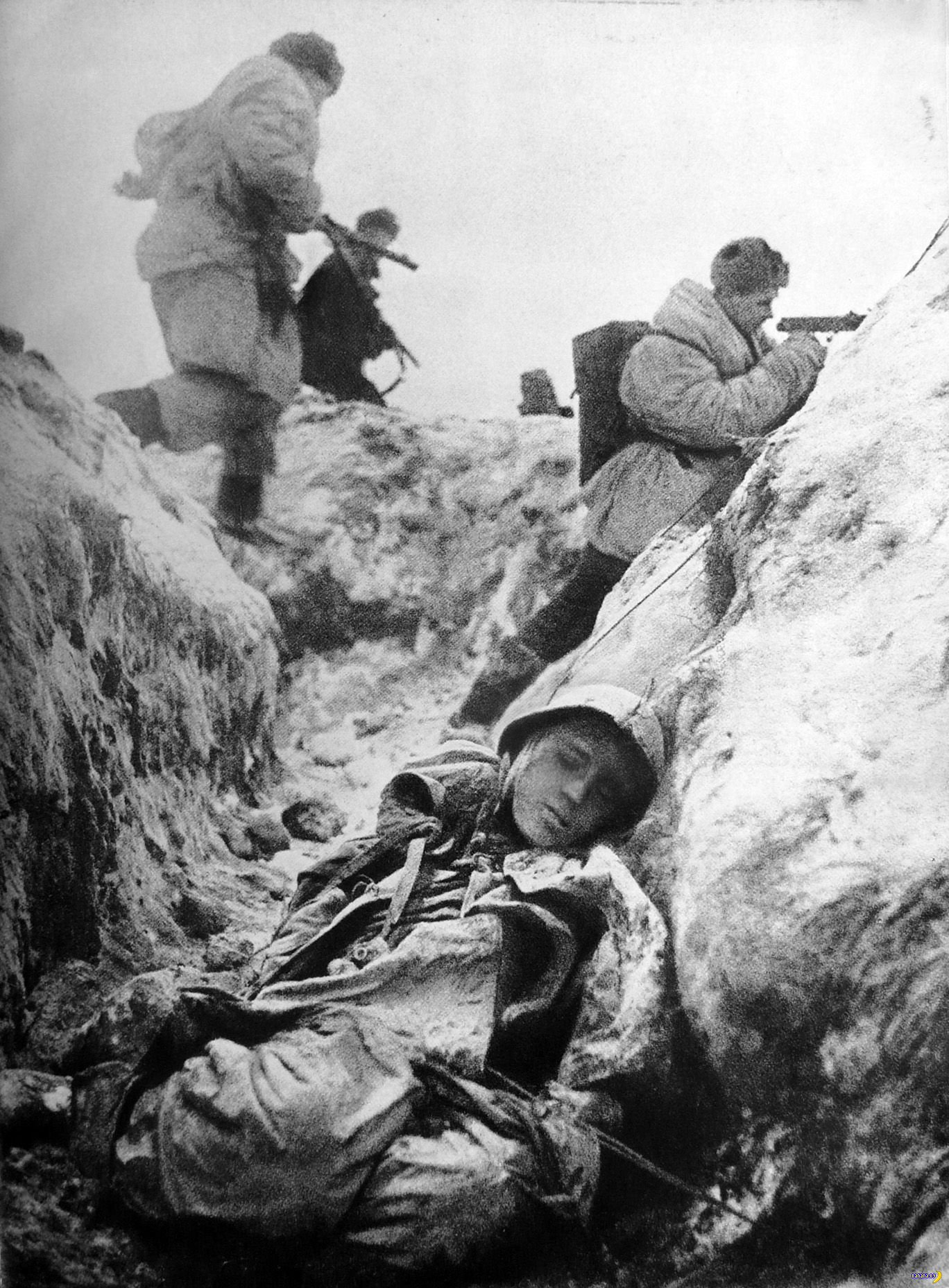
«Бойцы 168-й стрелковой дивизии полковника А. Л. Бондарева во время боя», Ленинградский фронт, 1943 год, РИА Новости.

168-я стрелковая Рижская дивизия — воинское соединение (стрелковая дивизия) ВС СССР, до и во время Великой Отечественной войны.

## История
Дивизия сформирована в Череповце на основе 42-го стрелкового полка 14-й стрелковой дивизии в августе — сентябре 1939 года. Принимала участие в Зимней войне, наступала в направлении Сортавала в составе 8-й армии. В начале 1940 года попала в окружение и была прижата финнами к побережью Ладожского озера. Частично снабжалась по ледовой дороге, благодаря чему её удалось избежать гибели, в отличие от соседних дивизий, и она оказывала сопротивление в окружении вплоть до завершения войны в марте 1940 года. Это стоило дивизии больших потерь — до 7 000 бойцов убитыми, ранеными и обмороженными.
На 22 июня 1941 года дислоцировалась северо-западнее Сортавала. Вела бои с наступающими финскими частями с 4 июля 1941 года. 16 июля 1941 года финские войска прорвали оборону 7-й армии, заняли посёлок Импилахти и город Питкяранта, к концу июля 1941 года дивизия оказалась в крайне тяжёлом положении, прижатой к северо-западному берегу Ладожского озера и оказавшись отрезанной от сил 7-й армии с правого фланга и частей 23-й армии с левого фланга. В начале августа 1941 года с отдельными примкнувшими к дивизии частями 71-й (367-й стрелковый полк, 74-й отдельный разведывательный батальон и 230-й артиллерийский полк) и 115-й (708-й стрелковый полк) стрелковых дивизий сдерживала вражеские войска в районе Сортавалы, к 7 августа 1941 года была отрезана и от других частей корпуса.
С 18 августа 1941 года дивизия эвакуируется через Ладожское озеро силами Северного отряда кораблей Ладожской военной флотилии. Финское командование знало об эвакуации, но помешать ей не смогло, вообще, финское командование весьма высоко оценивало стойкость именно этой стрелковой дивизии, что вполне объяснимо: темп продвижения финских войск в первые дни наступления был на участке дивизии один — два километра в сутки, а в дальнейшем ещё более уменьшился. На момент эвакуации дивизия была прижата к бухте, занимая по фронту всего два километра.

Из боевого распоряжения Военного совета Северного фронта от 16 августа 1941 года:
«Организовать лично вывод и эвакуацию 168-й, 142-й и 198-й стрелковых дивизий в район южнее Кексгольма. Эвакуацию 168-й стрелковой дивизии предварительно производить на о. Валаам, в последующем к югу от Кексгольма. К эвакуации 168-й стрелковой дивизии приступить немедленно. Руководство эвакуацией на воде полностью возложить на командующего Ладожской военной флотилией, сосредоточить в его распоряжении все плавучие средства».
21 августа 1941 года части дивизии полностью собрались на острове Валаам. Было вывезено 10 995 человек, 1823 лошадей и много техники; более того, дивизия смогла эвакуировать даже крупный рогатый скот. Всего дивизия провела в боях 35 дней, по её данным уничтожила около 18 тысяч солдат и офицеров противника. Через 5 дней дивизия отбыла в Шлиссельбург.
Ночью 28 августа 1941 года дивизия была переброшена в Слуцк и в этот же день была поднята по тревоге. Вела бои в районе Слуцка, Пушкина, Колпино. Начала бои в районе Тосно, с 29 августа по 7 сентября 1941 года, в районах Ново-Лисино, Красный Бор, Ям-Ижора, Фёдоровское. Сразу же перешла в контратаку, выбила немецкие войска из Поги, Поповка и Куньголово, стал развивать наступление в направлении Ульяновки, освободила Красный Бор и стал вести бои за Ново-Лисино.
17 сентября 1941 года оставила города Пушкин и Павловск и закрепилась на рубеже Московская Славянка — Шушары. С этого времени вела тяжёлые оборонительные бои в районе Путролово — Ям-Ижора по реке Ижора. К началу октября 1941 года линия фронта стабилизировалась и формирование с 1 по 24 октября 1941 года вело бои местного значения, проводило контратаки в районе населённого пункта Путролово и совхоза Пушкинский 24 октября 1941 года передала позиции 7-й бригаде морской пехоты.
«В боях за гг. Пушкин и Слуцк особенно отличилась 168-я стрелковая дивизия полковника А. Л. Бондарева. Эта кадровая дивизия Красной Армии 45 дней героически сражалась на финской границе и в лесах Карелии, северо-западнее Ладоги. Выполняя приказ командования, ведя в тяжелейших условиях арьергардные бои, дивизия эвакуировалась на остров Валаам, а оттуда была переброшена под Ленинград. Воины её сумели сохранить почти всю боевую технику, в том числе гаубичный и пушечный артиллерийские полки». Г. Жуков. Воспоминания и размышления.
После боёв на указанном рубеже дивизия была переброшена в Невскую Дубровку. Ночью 26 октября 1941 года дивизия прибыла на новое место сосредоточения в деревни Ексолово и в ночь на 3 ноября 1941 года частью подразделений форсировала Неву, высадилась на Невский пятачок и вела в течение семи дней безуспешные бои по расширению плацдарма, переправляя на пятачок всё новые подразделения. На Невском пятачке дивизия находилась до 28 декабря 1941 года, затем погрузилась в воинские поезда и через Лисий Нос и Кронштадт была передислоцирована в Ораниенбаум на Ораниенбаумский плацдарм. Передислокация проводилась от Кронштадта пешим маршем по льду Финского залива. К 13 — 14 января 1942 года дивизия заняла позиции на плацдарме и держала там оборону вплоть до января 1944 года. 260-й стрелковый полк в феврале 1942 года был передан КБФ для усиления обороны Кронштадта и островов.
С 14 января 1944 года наступает в ходе Красносельско-Ропшинской операции с плацдарма. 19 января 1944 года в районе Русско-Высоцкое, восточное Ропши подразделения 462-го стрелкового полка встретились с подвижной группой 42-й армии, наступавшей с красносельского направления, тем самым замкнув кольцо окружения. Продолжая наступление в ходе операции, к марту 1944 года с боями вышла на реку Великая в 8 километрах от Пскова. Вела тяжёлые и безуспешные наступательные бои до июня 1944 года, после чего переброшена на Карельский перешеек, где приняла участие в Выборгской операции, 19 июня 1944 года ворвавшись в Выборг, 20 июня 1944 года заняла позиции севернее города, затем вела вновь безуспешные наступательные бои западнее Выборга, в районе станции Тали, даже попав в полуокружение. Понесла большие потери.
В середине августа 1944 года переброшена в Прибалтику, в район Мадоны, вела тяжёлые бои в ходе Мадонской операции.
С сентября 1944 года принимает участие в Рижской операции, участвует в освобождении Риги, 3 декабря 1944 года в районе Ауце была сменена частями 123-й стрелковой дивизии, отведена в резерв фронта, затем до конца войны ведёт бои с блокированной Курляндской группировкой врага.

## Состав
- управление
- 260-й стрелковый полк
- 402-й стрелковый Краснознамённый[2] полк
- 462-й стрелковый полк
- 453-й артиллерийский полк
- 412-й гаубичный артиллерийский полк
- 220-й отдельный зенитно-артиллерийский дивизион
- 176-й отдельный противотанковый дивизион
- 187-я отдельная разведывательная рота
- 215-й отдельный сапёрный батальон
- 209-й отдельный батальон связи
- 216-й медико-санитарный батальон
- 157-я отдельная рота химической защиты
- 231-я автотранспортный батальон
- 150-я полевая хлебопекарня
- ??-й дивизионный ветеринарный лазарет
- 187-я полевая почтовая станция
- ??-я полевая касса Госбанка

## В составе
| Дата            | Фронт (округ)           | Армия                                   | Корпус (группа)               | Примечания                         |
| --------------- | ----------------------- | --------------------------------------- | ----------------------------- | ---------------------------------- |
| 22.06.1941 года | Северный фронт          | 7-я армия                               | -                             | -                                  |
| 01.07.1941 года | Северный фронт          | 7-я армия                               | -                             | -                                  |
| 10.07.1941 года | Северный фронт          | 7-я армия                               | -                             | -                                  |
| 01.08.1941 года | Северный фронт          | 23-я армия                              | 19-й стрелковый корпус        | -                                  |
| 01.09.1941 года | Ленинградский фронт     | 55-я армия                              | -                             | -                                  |
| 01.10.1941 года | Ленинградский фронт     | 55-я армия                              | -                             | -                                  |
| 01.11.1941 года | Ленинградский фронт     | -                                       | -                             | -                                  |
| 01.12.1941 года | Ленинградский фронт     | 8-я армия                               | -                             | -                                  |
| 01.01.1942 года | Ленинградский фронт     | -                                       | -                             | -                                  |
| 01.02.1942 года | Ленинградский фронт     | -                                       | Приморская оперативная группа | -                                  |
| 01.03.1942 года | Ленинградский фронт     | -                                       | Приморская оперативная группа | -                                  |
| 01.04.1942 года | Ленинградский фронт     | Группа войск Ленинградского направления | Приморская оперативная группа | -                                  |
| 01.05.1942 года | Ленинградский фронт     | Ленинградская группа войск              | Приморская оперативная группа | -                                  |
| 01.06.1942 года | Ленинградский фронт     | -                                       | Приморская оперативная группа | -                                  |
| 01.07.1942 года | Ленинградский фронт     | -                                       | Приморская оперативная группа | -                                  |
| 01.08.1942 года | Ленинградский фронт     | -                                       | Приморская оперативная группа | -                                  |
| 01.09.1942 года | Ленинградский фронт     | -                                       | Приморская оперативная группа | -                                  |
| 01.10.1942 года | Ленинградский фронт     | -                                       | Приморская оперативная группа | -                                  |
| 01.11.1942 года | Ленинградский фронт     | -                                       | Приморская оперативная группа | -                                  |
| 01.12.1942 года | Ленинградский фронт     | -                                       | Приморская оперативная группа | -                                  |
| 01.01.1943 года | Ленинградский фронт     | -                                       | Приморская оперативная группа | -                                  |
| 01.02.1943 года | Ленинградский фронт     | -                                       | Приморская оперативная группа | -                                  |
| 01.03.1943 года | Ленинградский фронт     | -                                       | Приморская оперативная группа | -                                  |
| 01.04.1943 года | Ленинградский фронт     | -                                       | Приморская оперативная группа | -                                  |
| 01.05.1943 года | Ленинградский фронт     | -                                       | Приморская оперативная группа | -                                  |
| 01.06.1943 года | Ленинградский фронт     | -                                       | Приморская оперативная группа | -                                  |
| 01.07.1943 года | Ленинградский фронт     | -                                       | Приморская оперативная группа | -                                  |
| 01.08.1943 года | Ленинградский фронт     | -                                       | Приморская оперативная группа | -                                  |
| 01.09.1943 года | Ленинградский фронт     | -                                       | Приморская оперативная группа | -                                  |
| 01.10.1943 года | Ленинградский фронт     | -                                       | Приморская оперативная группа | -                                  |
| 01.11.1943 года | Ленинградский фронт     | Приморская оперативная группа           | 43-й стрелковый корпус        | -                                  |
| 01.12.1943 года | Ленинградский фронт     | 2-я ударная армия                       | -                             | -                                  |
| 01.01.1944 года | Ленинградский фронт     | 2-я ударная армия                       | 122-й стрелковый корпус       | -                                  |
| 01.02.1944 года | Ленинградский фронт     | 42-я армия                              | 123-й стрелковый корпус       |                                    |
| 01.03.1944 года | Ленинградский фронт     | 42-я армия                              | 123-й стрелковый корпус       | -                                  |
| 01.04.1944 года | Ленинградский фронт     | 67-я армия                              | 123-й стрелковый корпус       |                                    |
| 01.05.1944 года | 3-й Прибалтийский фронт | 67-я армия                              | 110-й стрелковый корпус       | -                                  |
| 01.06.1944 года | 3-й Прибалтийский фронт | 67-я армия                              | 110-й стрелковый корпус       | -                                  |
| 01.07.1944 года | Ленинградский фронт     | 21-я армия                              | 110-й стрелковый корпус       | -                                  |
| 01.08.1944 года | Ленинградский фронт     | -                                       | 110-й стрелковый корпус       | -                                  |
| 01.09.1944 года | 2-й Прибалтийский фронт | 42-я армия                              | 110-й стрелковый корпус       | -                                  |
| 01.10.1944 года | 2-й Прибалтийский фронт | 42-я армия                              | 110-й стрелковый корпус       | -                                  |
| 01.11.1944 года | 2-й Прибалтийский фронт | 42-я армия                              | 110-й стрелковый корпус       | -                                  |
| 01.12.1944 года | 2-й Прибалтийский фронт | 42-я армия                              | 110-й стрелковый корпус       |                                    |
| 01.01.1945 года | 2-й Прибалтийский фронт | 22-я армия                              | -                             | -                                  |
| 01.02.1945 года | 2-й Прибалтийский фронт | 42-я армия                              | 110-й стрелковый корпус       | -                                  |
| 01.03.1945 года | 2-й Прибалтийский фронт | 42-я армия                              | 110-й стрелковый корпус       | -                                  |
| 01.04.1945 года | Ленинградский фронт     | 10-я гвардейская армия                  | 110-й стрелковый корпус       | в составе Курляндской группы войск |
| 01.05.1945 года | Резерв Ставки ВГК       | 22-я армия                              | 83-й стрелковый корпус        | -                                  |

## Командиры
- Бондарев, Андрей Леонтьевич (23.08.1939 — 11.1940), полковник
- Машошин, Андрей Фёдорович (.11.1940 — 14.03.1941), полковник[3];

…
- Бондарев, Андрей Леонтьевич (09.05.1941 — 18.11.1941), полковник, с 07.10.1941 генерал-майор;
- Зайцев, Пантелеймон Александрович (19.11.1941 — 24.01.1942), генерал-майор;
- Борисов, Семён Николаевич (26.01.1942 — 24.02.1942), подполковник;
- Егоров, Александр Александрович (25.02.1942 — 30.05.1944), полковник, с 25.09.1943 генерал-майор;
- Ольховский, Пётр Иванович (31.05.1944 — январь 1946), полковник, с 20.04.1945 генерал-майор.

## Отличившиеся воины дивизии
| Награда | Ф. И. О.                        | Должность | Звание                   | Дата награждения                 | Примечания                            |
| ------- | ------------------------------- | --- | ------------------------ | -------------------------------- | ------------------------------------- |
|         | Ивановский, Павел Иванович      | Командир разведроты 462-го стрелкового полка                                                                  | старший лейтенант        | 20.05.1940                       | награждён посмертно                   |
|         | Нестеров, Кузьма Константинович | Наводчик миномёта 402-го стрелкового полка Командир отделения миномётной роты Командир расчёта 82-мм миномёта | ефрейтор сержант         | 29.04.1944 16.07.1944 24.03.1945 |                                       |
|         | Павличенко, Николай Иванович    | Стрелок 462-го стрелкового полка Командир отделения 462-го стрелкового полка                                  | рядовой ефрейтор сержант | 29 08.1944 15.10.1944 29.06.1944 |                                       |
|         | Перевозников, Василий Иванович  | Сапёр 215-го отдельного сапёрного батальона Командир отделения 215-го отдельного сапёрного батальона          | рядовой ефрейтор сержант | 18.01.1944 27.07.1944 15.05.1946 |                                       |
|         | Южаков, Василий Михайлович      | Командир конного взвода 402-го стрелкового полка                                                              | младший лейтенант        | 20.05.1940                       | вручена медаль «Золотая Звезда» № 500 |

## Награды
| Награда                           | Дата      | За что присвоена |
| --------------------------------- | --------- | --- |
| Почётное наименование — «Рижская» | 3.11.1944 | В ознаменование одержанной победы и отличие в боях по освобождению Риги (Приказ Верховного Главнокомандующего № 0356) |

## Память
- Памятник на одной из скал полуострова Рауталахти на побережье Ладожкого озера[6].
- Здание, в котором размещался штаб дивизии на улице Карельской, дом № 22 в Сортавале.
- Памятник над братской могилой на окраине Сортавалы.
- Памятное место расположения полевого штаба дивизии, 14-й километр шоссе Сортавала-Вяртсиля.
- Раздел в музее школы № 238 Санкт-Петербурга.
- Мемориал «Атака» на месте рубежа обороны Ораниенбаумского плацдарма.